# Mamadou Diallo (judo)
Pour les articles homonymes, voir Mamadou Diallo.
Mamadou Diallo (ou Mamoudou Diallo), né le 1er août 1941, est un judoka guinéen.

## Carrière
Il a participé à l'épreuve masculine des poids mi-légers aux Jeux olympiques d'été de 1980. Lors de ces Jeux, il est le porte-drapeau de la délégation guinéenne lors de la cérémonie d'ouverture.[réf. nécessaire]